# عسل‌خوار ساموآ
عسل‌خوار ساموآ (نام علمی: Gymnomyza samoensis) یا مائو، نام یک گونه از تیره عسل‌خواران است. این پرنده با تهدید انقراض روبه‌رو است و تنها در جزایر ساموآ زندگی می‌کند.